# Crispetes

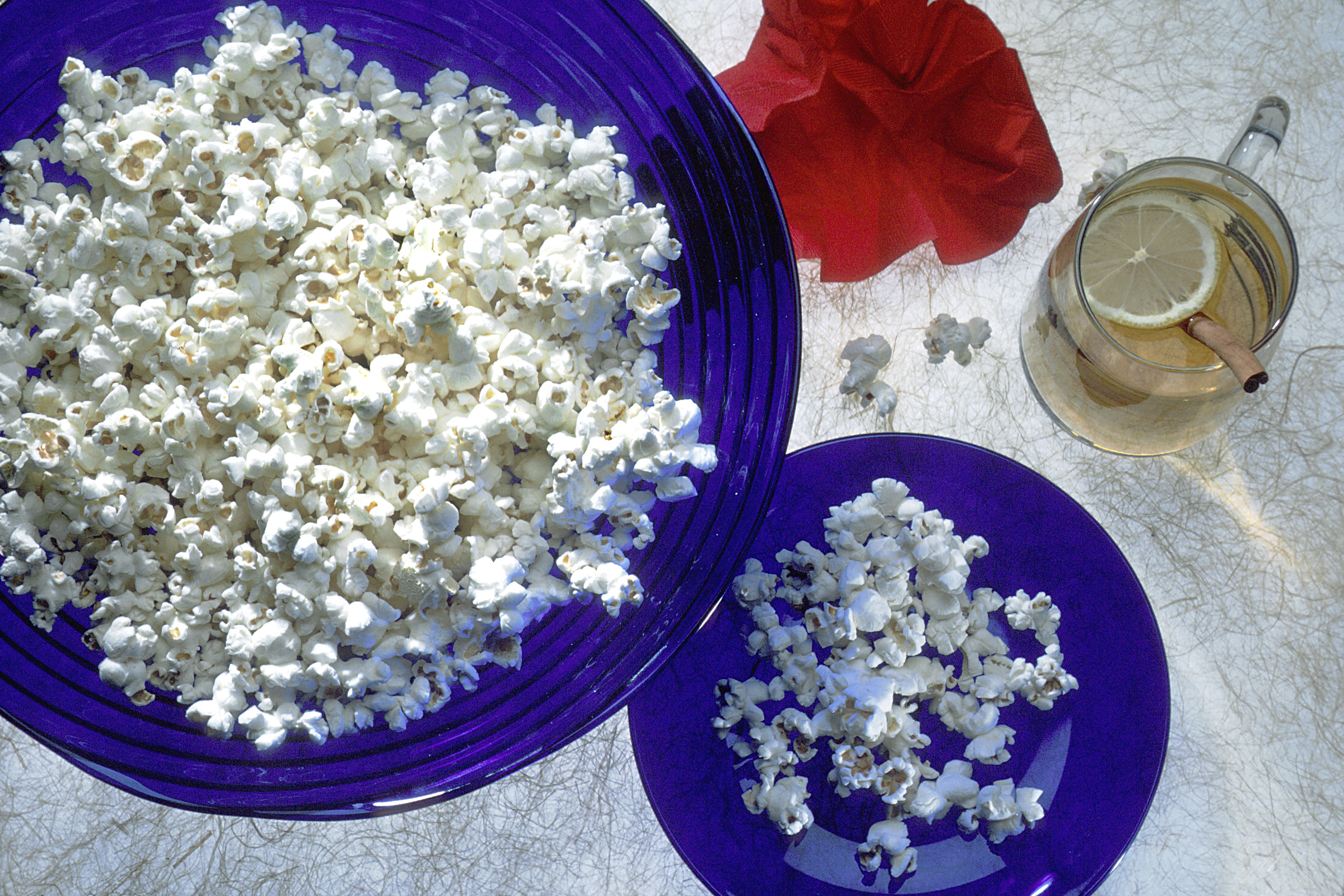
Plats amb roses.

Les crispetes o roses són una classe de menjar fet a partir d'algunes varietats de blat de moro torrat que esclaten quan es fregeixen en oli o passades al microones o a la cassola.
Un ensucrat és un dolç fet amb roses de blat de moro i molt de sucre.

## Història

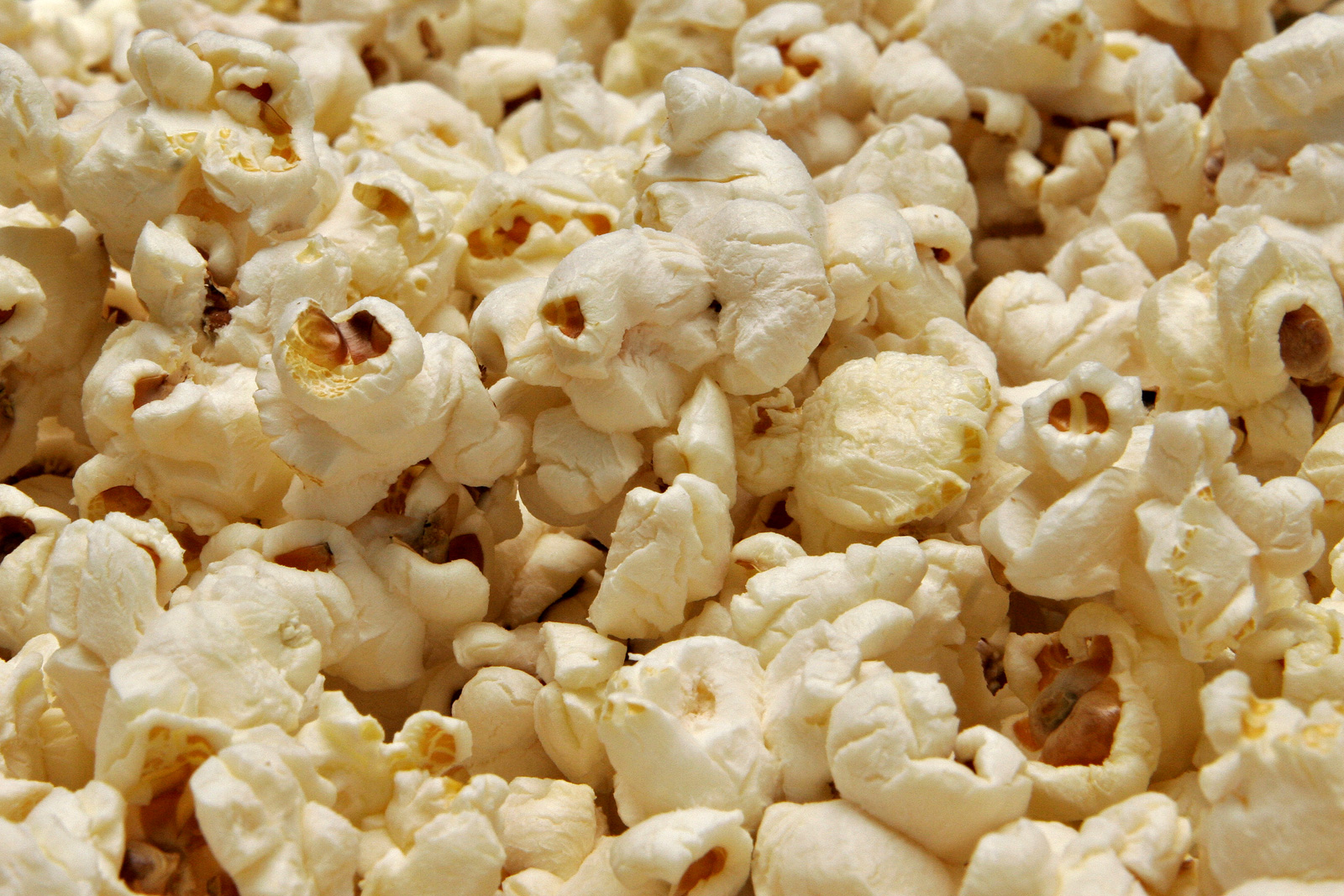
Blat de moro convertit en roses.

Les roses les van inventar els amerindis en època precolombina fa milers d'anys. El 1948 s'han descobert roses de 5.600 anys d'antiguitat en unes coves de Nou Mèxic.
A Mèxic, a les ciutats prehispàniques, es venien a granel i s'anomenaven momochtli en la llengua nàhuatl. Es preparaven instantàniament introduint blat de moro en olles de fang molt calentes o posant grans sobre cendra roent.
L'any 1492, Cristòfor Colom va notar que els aborígens americans feien barrets i cossets amb roses, que venien als mariners. Vora l'any 1612, els exploradors francesos van documentar que els amerindis iroquesos feien explotar blat de moro en pots d'argila utilitzant sorra roent. També van informar que durant un sopar iroquès es va consumir cervesa i sopa fetes a partir de crispetes. Els primers colons nord-americans menjaven crispetes per a esmorzar, amb sucre i crema.
El 1885, Charles Cretors, de Chicago, va patentar un aparell comercial per a fabricar crispetes. Més tard, durant la Gran Depressió (1929-1939), la relació de les crispetes amb el cinema es va consolidar. El seu triomf es deu al seu baix preu, la fàcil producció d'aquestes i com eren d'assequibles per a tothom. En un moment en què la majoria de les persones tenien ingressos limitats, les crispetes es podien comprar per només 5 o 10 cèntims per bossa, cosa que les feia molt més assequibles que altres aperitius. Això les va convertir en l’elecció ideal per al públic que anava al cinema, una de les poques activitats recreatives accessibles durant la Gran Depressió.
Inicialment, les crispetes es venien principalment fora dels cinemes, per part de venedors ambulants que s'aprofitaven de l’afluència de públic. Els propietaris dels cinemes es van adonar ràpidament dels beneficis d’incorporar les màquines de crispetes dins de les seves pròpies instal·lacions, eliminant així la competència i augmentant els seus ingressos. Aquells que van adoptar les crispetes com a part de l'experiència cinematogràfica van poder mantenir-se en negoci gràcies als marges de benefici elevats d’aquest producte i al fàcil manteniment de les màquines de crispetes.
Abans de la Gran Depressió, molts cinemes es consideraven llocs sofisticats i rebutjaven aliments com les crispetes, considerades massa informals o desordenades. Durant la crisi econòmica, però, els cinemes van abandonar aquesta actitud elitista per adaptar-se a les necessitats del públic. Les crispetes es van convertir en un símbol de l’entreteniment assequible, èxit que va ser consolidat del tot durant la Segona Guerra Mundial, quan el racionament de sucre va fer que les llaminadures fossin menys disponibles, fet que va convertir les crispetes en l'aperitiu preferit dels cinemes.

## Formes

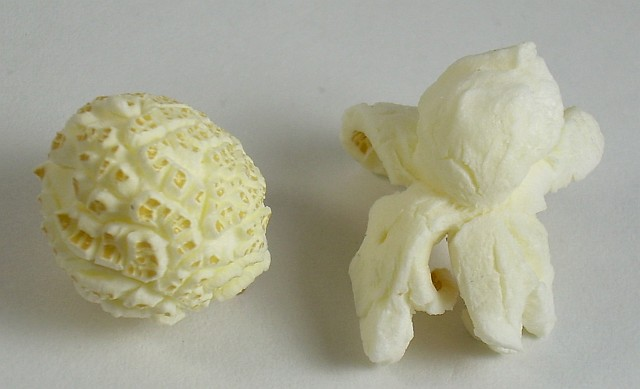
Forma de rosetes « bolet » (a esquerra) i « papallona » (a dreta).

El blat de moro per a rosetes pot esclatar sota dues formes diferents: Bolet o Papallona. La forma de la rosa depèn de la mena de blat de moro i de les condicions particulars de pressió, temperatura i humitat en el moment de fer-la. La forma papallona és generalment més preada, però la forma bolet és més sovint utilitzada pels industrials per a les roses ensucrades (amb caramel). S'han creat varietats de blat de moro a la fi del dels anys 1990 per tal de produir rosetes exclusivament amb la forma bolet o papallona.

## Elaboració

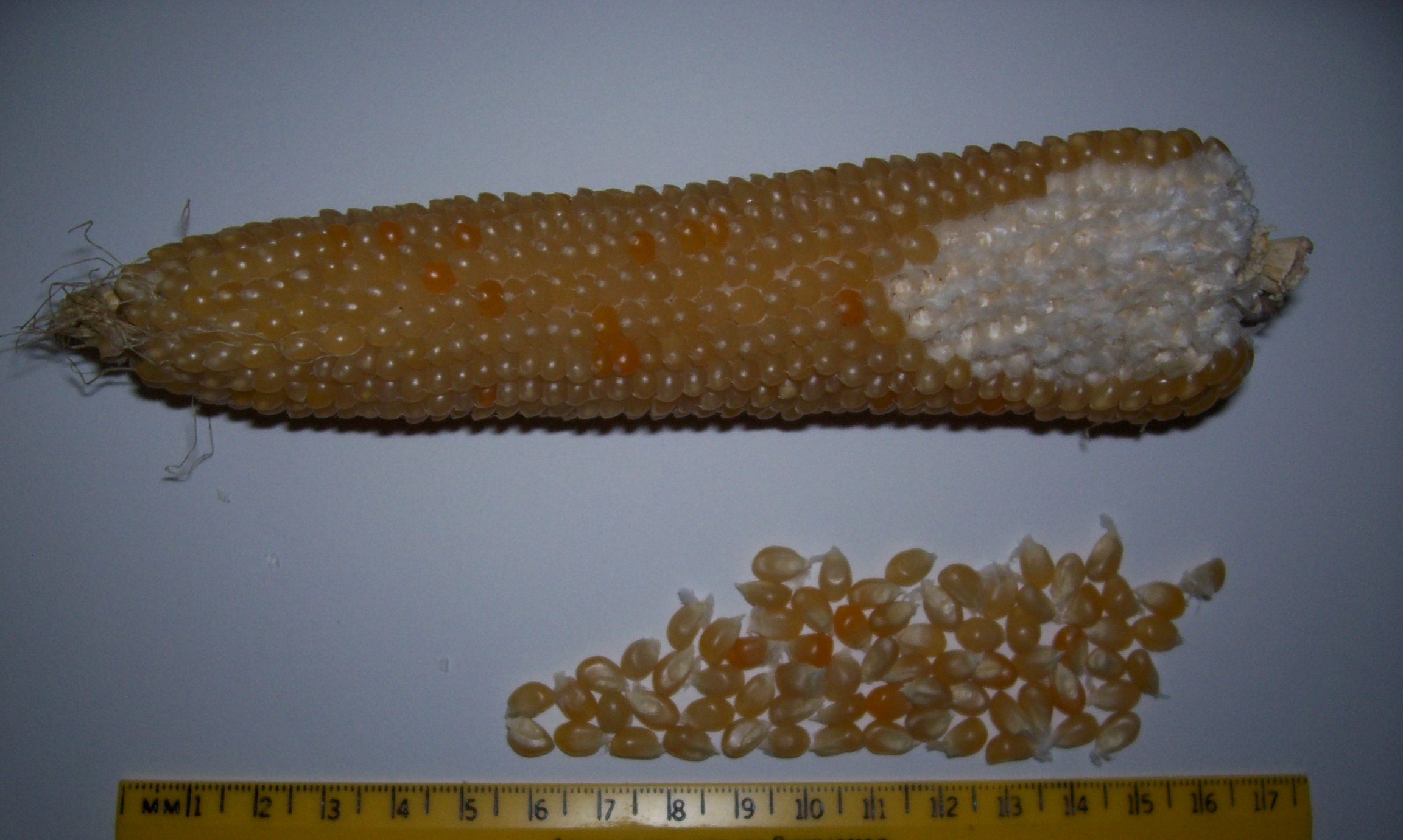
Les roses es fan saltant el blat de moro en una paella tapada perquè no surtin fora en esclatar.

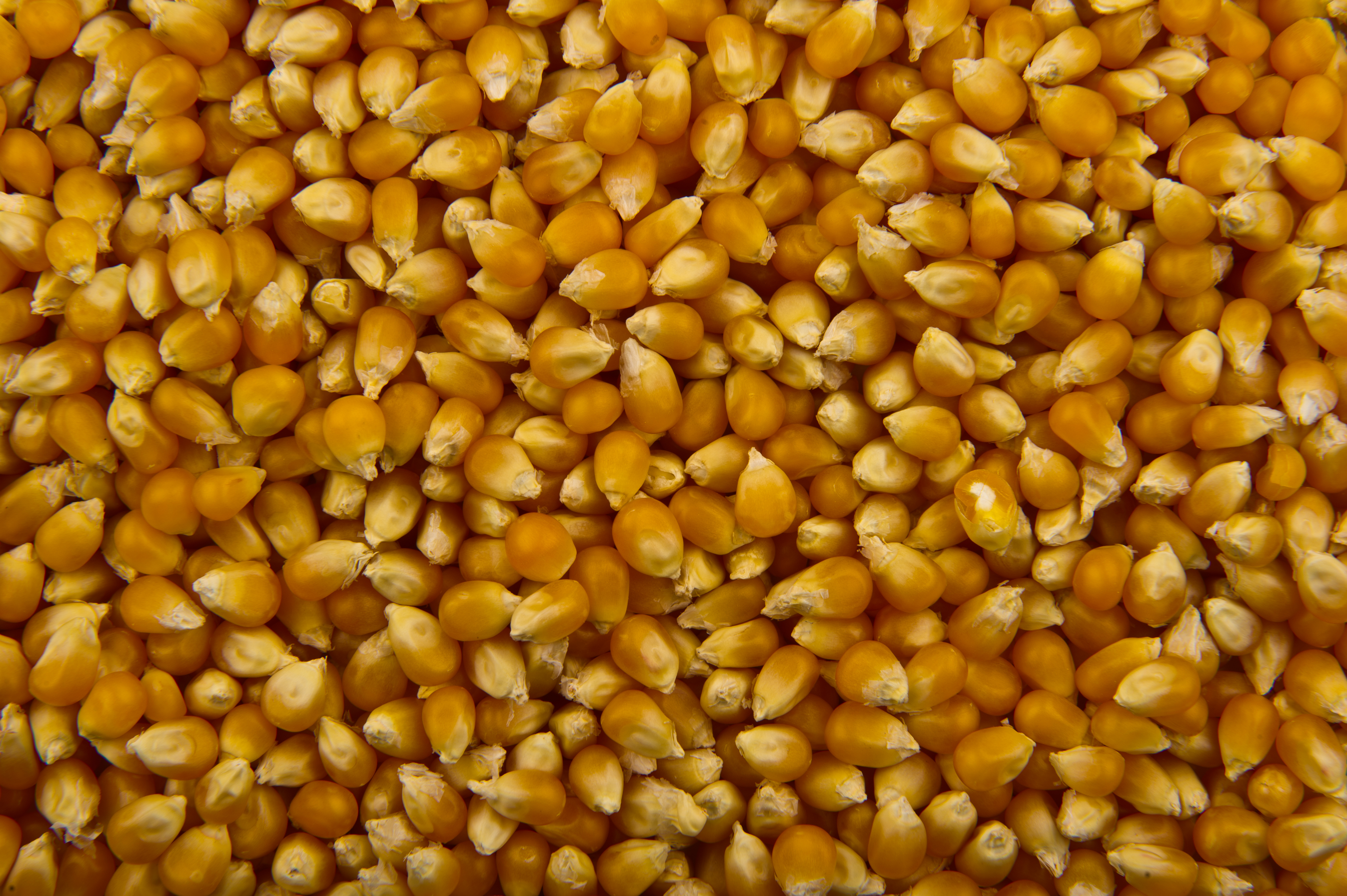

Per a obtenir-ne cal posar grans de blat de moro en una olla o qualsevol altra mena de recipient per a coure i torrar-los (normalment amb oli vegetal) fins que esclatin. Només algunes varietats de blat de moro (comercialment es fa servir la varietat Zea mays L. subsp. mays (Everta Group)) donen el resultat esperat: l'expansió sobtada del contingut del gra, que esberla la closca i esdevé una massa esponjosa de color blanc. La causa principal d'aquest fenomen és el sobreescalfament de la humitat interna.
Com que l'explosió pot llançar a una distància considerable els grans de blat de moro que han rebentat —i també els que no ho han fet—, les crispetes es preparen habitualment en un recipient amb tapadora. Quan exploten, les crispetes fan un soroll característic i deixen anar una aroma també particular.

## Per què esclata el blat de moro
Com tots els grans de cereals, cada gra de blat de moro conté humitat a l'endosperma (nucli emmidonat que pot arribar a contenir 90% de midó). La clofolla externa o pericarpi del blat de moro és força més gruixuda que la de la major part dels altres grans i és impermeable a la humitat.
Quan el gra s'escalfa més enllà del punt d'ebullició (100 °C) i fins a 175 °C, l'aigua de l'interior es converteix en vapor i genera pressions internes que arriben a ser de 9 atmosferes. De la major part dels grans (també els grans defectuosos del blat de moro) aquest vapor n'escapa tan de pressa com s'ha format; els del blat de moro, però, el gruix i la impermeabilitat del pericarpi (clofolla) no en deixen escapar el vapor. Quan la pressió expansiva interna del vapor arriba a ser incontenible, la clofolla esclata amb una petita explosió.
La força de l'explosió fa rebentar el gra i el seu contingut queda visible. Com que la humitat estava distribuïda uniformement dins del nucli emmidonat, amb l'expansió sobtada l'endosperma esdevé una espècie d'escuma, que dona a les crispetes la seva textura única.
Hi ha grans que no esclaten després d'haver estat exposats a altes temperatures. O bé aquests grans no contenen prou humitat per a crear el vapor necessari (i la pressió) per a fer-los explotar, o bé (d'acord amb un estudi de 2005 del Dr. Bruce Hamaker de la Universitat de Purdue) perquè tenen la clofolla foradada, la qual cosa també impedeix que es generi la pressió suficient perquè rebentin.

## Usos
Les roses es consumeixen principalment com a llaminadura; també es fan servir per a arrebossar carn, aviram i peix, i, com la major part de residus alimentaris orgànics, les restes es poden aprofitar per a fer compost i gas natural, o també, en indrets on la llei ho permet, com a aliment del bestiar.
Actualment, s'estudia i s'experimenta l'ús de roses rodones (vegeu la foto) per a protegir el contingut de paquets durant el transport en comptes de poliestirè.

## Cultura popular
El Dia de les crispetes, se celebra el 19 de gener de cada any, és el National Popcorn Day als Estats Units d'Amèrica, que festeja cadascun dels tipus de crispetes possibles, salades o dolces.

## Etimologia i terminologia
El terme crispeta és un neologisme, i probable americanisme de l'espanyol de Colòmbia, escampat per l'empresari valencià Juan Esteve Adam i posteriorment difós per la normativa a Catalunya i a les Balears. Prové de l'anglès crisp (cruixent, crocant) i el sufix -ete, amb la terminació -a per al femení. El fet que es retrobi aquest terme en basc (krispeta) advoca per un castellanisme. També són conegudes com a gallets, roses, rosetes, i mongetes o monges.
Els termes catalans escampats arreu del territori són bales/balones (per als grans esclatats), bombes, borles, bufes, clotxes, coixos, confits de panolla, confits de dacsa o de panís, confitets (de panís), cotuf(l)es/catufes, esclafites, esclafitons, flor(ete)s, galls, gallets, moresc, panissos petats, petorres, senyore(te)s (sinyoretes), xofes/xufes.
Els grans que han esclatat, petat o esclafit s'anomenen agüelos/agüelets, bufes, monge(te)s, pets, roses, senyores, i els que no (que poden ser negres) agüelos/agüelets, bales, borregos, bufes, esclafitons, frares/flares/flarets, morets, senyors, torrons, tostons, xoflos.